# Atrobucca kyushini
Atrobucca kyushini är en fiskart som beskrevs av Sasaki och Kailola, 1988. Atrobucca kyushini ingår i släktet Atrobucca och familjen havsgösfiskar. IUCN kategoriserar arten globalt som otillräckligt studerad. Inga underarter finns listade.